# 武水镇
武水镇，是中华人民共和国湖南省郴州市临武县下辖的一个乡镇级行政单位。

## 行政区划
武水镇下辖以下地区：
玉屏村、车头村、黄莲村、慕冲村、陶家村、刘家村、洞头村、太和村、建新村、圳上村、尧丰村、城头村、淋湾洞村、三江村、力鸭村、山青村、双塘村、东扬黄村、李家村和邝家社区村。